# 三角洲州
三角洲州是奈及利亞36州之一，人口5,663,400（2006年），首府阿萨巴。該州还有萨佩莱、瓦里等港口城市。該州於1991年8月27日設立，它是尼日利亞的一個石油州和農業州。